# Corona 104
Corona 104 – amerykański satelita rozpoznawczy przeznaczony do wykonywania zdjęć powierzchni Ziemi. Dwudziesty ósmy statek serii KeyHole-4A tajnego programu CORONA.

## Misja

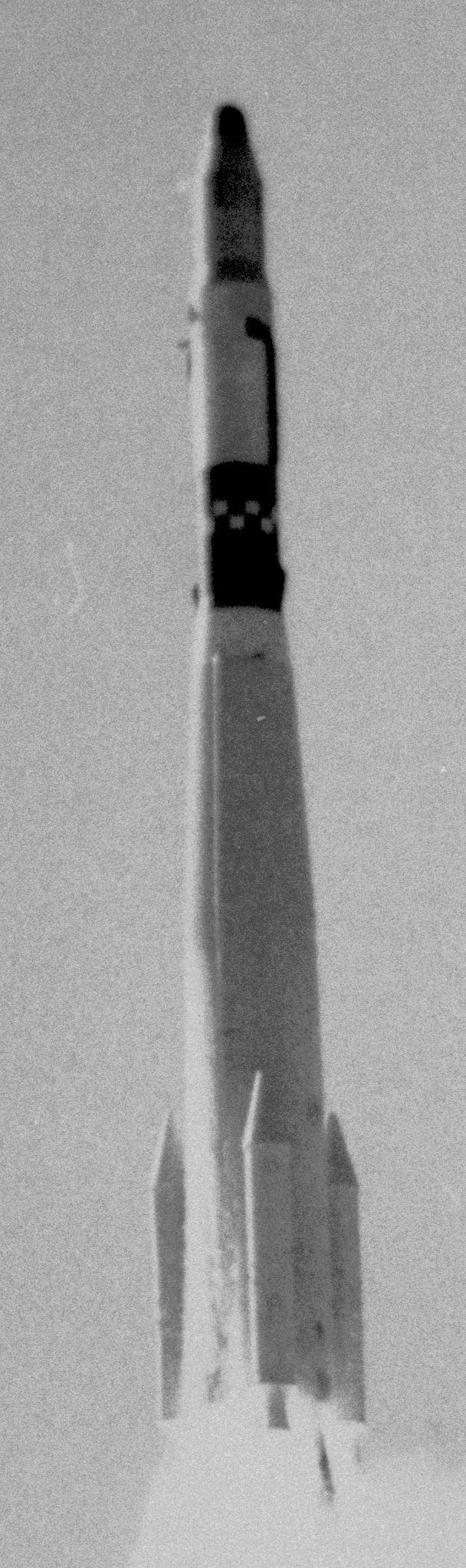
Start rakiety Thor SLV-2A Agena D z satelitą wywiadowczym Corona 104, serii KH-4A.

Misja rozpoczęła się 24 grudnia 1965 roku, kiedy rakieta Thor Agena D wyniosła z kosmodromu Vandenberg na niską orbitę okołoziemską 28. satelitę z serii KH-4A. Po znalezieniu się na orbicie KH-4A 28 otrzymał oznaczenie COSPAR 1965-110A.
Kapsułę 1028-1 odzyskano po wykonaniu 81 okrążeń o godz. 00:15 30 grudnia 1965. Kapsułę 1028-2 odzyskano po 144 okrążeniach o godz. 23:25 2 stycznia 1966. Oba zestawy kamer pracowały normalnie. Pięć ostatnich klatek z kamer 1028-1 trafiło do drugiej kapsuły. Satelita wykonał 57 przejść operacyjnych, 11 krajowych i 9 technicznych. Kamery zestawu nr 1 wykonały 5975, a zestawu nr 2 5858 zdjęć. Jakość zdjęć została określona jako lepsza niż w poprzednich kilku misjach. Około 30% zdjęć nie można była zinterpretować z uwagi na zachmurzenie lub pokrywę śnieżną.
Zdjęcia z kapsuły nr 1, obejmujące łączną powierzchnię prawie 7 293 690 kwadratowych mil morskich, obejmowały również Polskę (7. pozycja pod względem objętego terytorium; 1,11% całości objętego lądu). W przypadku zdjęć z kapsuły nr 2 było to 6 653 530 kw. mil morskich (w tym ponad 43 500 kw. mil morskich obejmujących Polskę).
Satelita spłonął w atmosferze 20 stycznia 1966 roku.